# Kościół Matki Bożej Częstochowskiej w Ostrowitem
Kościół Matki Bożej Częstochowskiej w Ostrowitem – rzymskokatolicki kościół parafialny we wsi Ostrowite. Należy do dekanatu kleczewskiego. Mieści się przy ulicy Kościelnej.
Jest to świątynia murowana neogotycka, wybudowana w latach 1916–1918 na miejscu drewnianej z 1639, rozebranej w 1914. Stan techniczny obiektu jest dobry. Świątynia jest obecnie wpisana do rejestru zabytków. Kościół posiada starsze wyposażenie wnętrza m.in. wpisane do ewidencji zabytków trzy barokowe ołtarze z połowy XVIII wieku. Wyposażenie świątyni jest zachowane w stanie dostatecznym, nie znajduje się w rejestrza zabytków. W 2008 została odnowiona kaplica boczna. Budowniczym kościoła był ksiądz Antoni Albin.